# Auditorium de Bourges
L'Auditorium de la Ville de Bourges est une salle de spectacle située 34, rue Henri-Sellier à Bourges, qui s'inscrit dans un complexe immobilier dessiné par les architectes Roger Ivars et Jean-Christophe Ballet, regroupant aussi le Conservatoire de musique et de danse. En service depuis 2006, la salle est sous la gestion de l'Agence culturelle de la Ville de Bourges.

## Configuration
L'Auditorium dispose d'une salle de 481 places en gradins, dont 10 places aménagées spécialement pour accueillir des personnes à mobilité réduite, réparties en trois blocs. Les sièges les plus hauts dans la salle surplombent le plateau de 19 mètres. À l'entrée, un hall de 600 m2 partagé entre le Conservatoire et l'Auditorium permet de recevoir et de servir les spectateurs lors des spectacles.